# Starrkirch-Wil
Starrkirch-Wil ist eine politische Gemeinde im Bezirk Olten des Kantons Solothurn in der Schweiz.

## Geographie

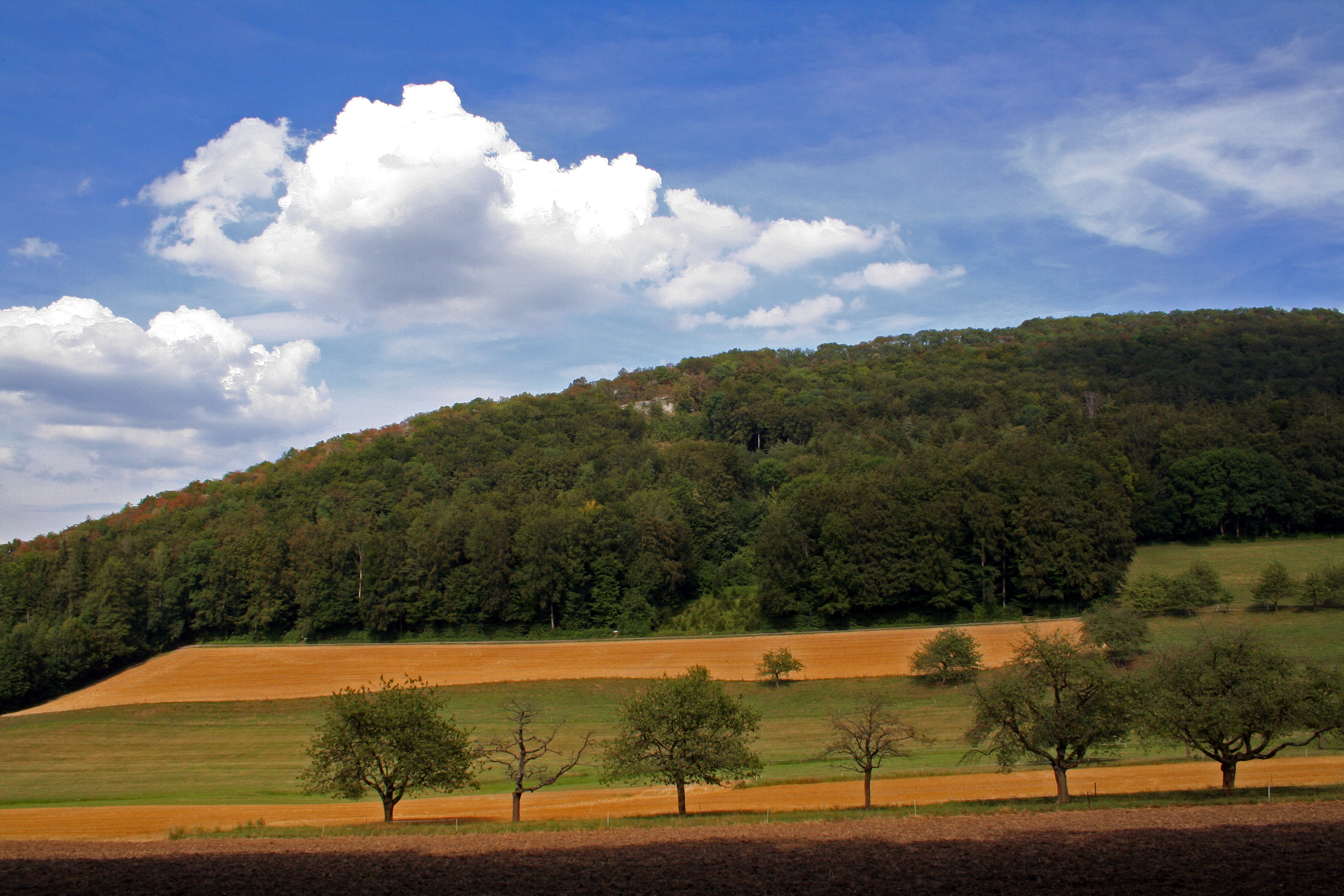
Engelberg bei Starrkirch-Wil

Starrkirch-Wil liegt auf 419 m ü. M., 2 km östlich des Bezirkshauptortes Olten (Luftlinie). Die Doppelgemeinde erstreckt sich auf dem Höhenrücken zwischen Olten und Dulliken südlich der Aare, am Fuss der Engelbergkette sowie am Jurasüdfuss im Niederamt.
Die Fläche des 1,9 km² grossen Gemeindegebiets umfasst einen Abschnitt des Aaretals östlich von Olten im östlichen Solothurner Mittelland. Das Gebiet erstreckt sich vom Rand der Aareniederung in einem schmalen Streifen südwärts über die an den Hardwald anschliessende Höhe, die im Osten durch den Wilerwald begrenzt wird, bis auf die dem Jura vorgelagerte Antiklinale der Engelbergkette. Diese Kette ist im Bereich von Starrkirch-Wil durch die aufgrund von Erosion herauspräparierte Mulde der Wartburghöfe in den Berg Säli (664 m ü. M.) westlich und den eigentlichen Engelberg östlich der Senke aufgeteilt. Die höchste Erhebung von Starrkirch-Wil wird mit 695 m ü. M. an der Westkante der Hochfläche des Engelberges erreicht. Von der Gemeindefläche entfielen 1997 21 % auf Siedlungen, 51 % auf Wald und Gehölze und 28 % auf Landwirtschaft.
Starrkirch-Wil besteht aus den Siedlungsteilen Starrkirch (419 m ü. M.) südlich des Aaretals am Ostabhang des Hardwaldes, Wil (431 m ü. M.) und Oberwil (450 m ü. M.) am Hang nordwestlich des Engelberges. Nachbargemeinden von Starrkirch-Wil sind Olten und Dulliken im Kanton Solothurn sowie Oftringen und Aarburg im Kanton Aargau.

## Bevölkerung
Mit 1956 Einwohnern (Stand 31. Dezember 2023) gehört Starrkirch-Wil zu den mittelgrossen Gemeinden des Kantons Solothurn. Von den Bewohnern sind 93,4 % deutschsprachig, 2,2 % italienischsprachig und 0,6 % sprechen Spanisch (Stand 2000). Die Bevölkerungszahl von Starrkirch-Wil belief sich 1850 auf 361 Einwohner, 1900 auf 572 Einwohner. Im Verlauf des 20. Jahrhunderts stieg die Bevölkerungszahl bis 1970 kontinuierlich auf 1124 Personen an. Nach einer vorübergehenden Stagnationszeit wurde seit 1990 wieder eine deutliche Bevölkerungszunahme verzeichnet. Das Siedlungsgebiet von Starrkirch-Wil ist heute lückenlos mit denjenigen von Olten und Dulliken zusammengewachsen.

## Wirtschaft
Starrkirch-Wil war bis weit ins 20. Jahrhundert hinein eine eher durch die Landwirtschaft geprägte Gemeinde. Heute haben der Ackerbau, der Obstbau sowie die Forstwirtschaft nur noch einen geringen Stellenwert in der Erwerbsstruktur der Bevölkerung. Weitere Arbeitsplätze sind im lokalen Kleingewerbe und im Dienstleistungssektor vorhanden. In Starrkirch-Wil sind heute unter anderem Betriebe des Baugewerbes und der Verpackungsbranche vertreten. Schon früh hat sich Starrkirch-Wil zu einer Wohngemeinde entwickelt, von der ein Grossteil der Erwerbstätigen nach Olten oder nach Dulliken und in die Region Aarau zur Arbeit pendelt.

## Verkehr
Die Gemeinde ist verkehrstechnisch gut erschlossen. Starrkirch liegt an der Hauptstrasse 5 von Olten nach Aarau, und auch Wil ist sowohl von Olten als auch von Dulliken leicht zu erreichen. Der nächste Anschluss an die Autobahn A1 (Bern-Zürich) befindet sich rund 6 km vom Ortskern entfernt. Durch die Kurse des BOGG (Busbetrieb Olten Gösgen Gäu) sind Starrkirch und Wil an das Netz des öffentlichen Verkehrs angebunden.

## Geschichte
Das Gemeindegebiet von Starrkirch-Wil war schon im Neolithikum und in der Bronzezeit besiedelt, was durch verschiedene Streufunde nachgewiesen ist. Die erste urkundliche Erwähnung von Starrkirch erfolgte 1036 unter dem Namen Starrchenchilcha; von 1045 ist die Bezeichnung Starckinchirgun überliefert. Später erschienen die Bezeichnungen Starnchilhun (1173) und Starrchilch (1275). Der Ortsname geht wahrscheinlich auf den althochdeutschen Personennamen Starco zurück und bedeutet somit Kirche des Starco. Wil erscheint 1217 erstmals als Wilere in den Urkunden. Von 1260 sind Wilon und Wile überliefert, abgeleitet vom spätlateinischen Wort villare (kleines Dorf, Weiler, Gehöft).
Seit dem Mittelalter unterstanden Starrkirch und Wil der Herrschaft Gösgen. Auf dem Berg Fustlig errichteten die Herren von Ifenthal im 12. Jahrhundert eine Burg und unweit davon etwas später die Vordere oder Neu-Wartburg, die im 19. Jahrhundert zum heutigen Sälischlössli umgebaut wurde. Die Alt-Wartburg (heute auf Gemeindegebiet von Oftringen) wurde 1415 von den Bernern bei der Eroberung des Aargaus zerstört. Die Vordere Wartburg kam 1539 durch Kauf an Solothurn.
Im Jahr 1458 wurden Starrkirch und Wil von Solothurn erworben, der Vogtei Gösgen einverleibt und 1627 dem neu gegründeten Schultheissenamt Olten zugeordnet. Nach dem Zusammenbruch des Ancien Régime (1798) gehörte Starrkirch-Wil während der Helvetik zum Verwaltungsbezirk Solothurn und ab 1803 zum Bezirk Olten.
Im Rahmen des Kulturkampfes entstand 1874 in Starrkirch die erste christkatholische Kirchgemeinde der Schweiz, nachdem der katholische Pfarrer Paulin Gschwind sich geweigert hatte, die Beschlüsse des 1. Vatikanums zu verkünden, und deshalb exkommuniziert wurde. Die von den Bewohnern von Starrkirch-Wil befürwortete Eingemeindung nach Olten scheiterte 1960 am Widerstand der Stadt.

## Sehenswürdigkeiten
Die christkatholische Kirche Sankt Peter und Paul geht auf einen hochmittelalterlichen Bau aus der Zeit vor dem Jahr 1000 zurück. Ihre heutige Gestalt erhielt die Kirche beim Neubau 1671. Kurz darauf, im Jahr 1679, wurde Starrkirch eine selbständige Pfarrei. Beim unteren Wartburghof befindet sich die 1844 erbaute Kapelle Sankt Anna. Im Mülitäli wurde ein Wildpark angelegt.
An der Stelle der im Verlauf des 19. Jahrhunderts weitgehend zerfallenen Vorderen Wartburg wurde 1870 das Sälischlössli im Stil der Belle Epoque errichtet, das ein Ausflugsrestaurant beherbergt und heute der Bürgergemeinde Olten gehört.

## Bilder

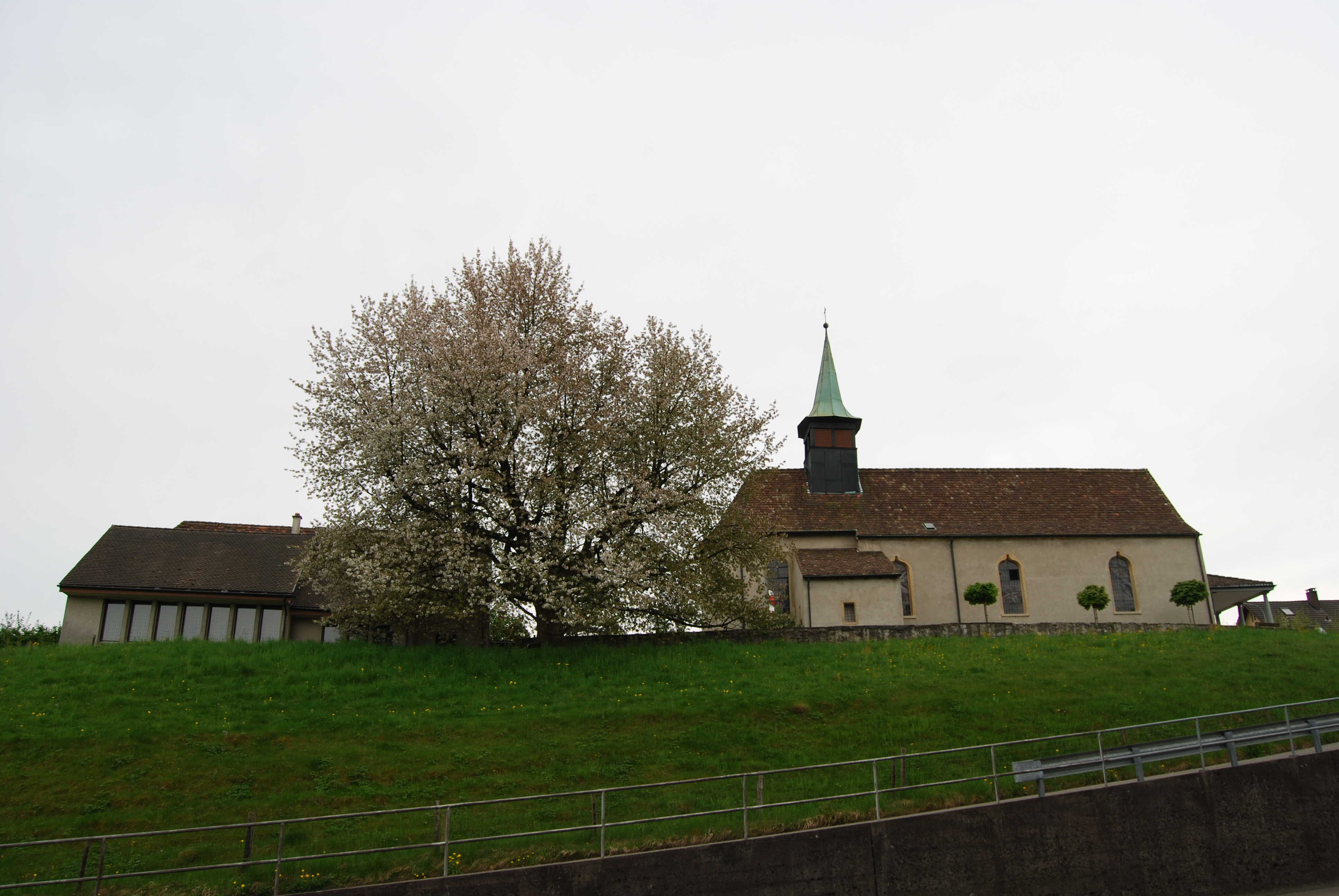
Ehemalige Christkatholische Kirche Sankt Peter und Paul (heute Kulturkirche)
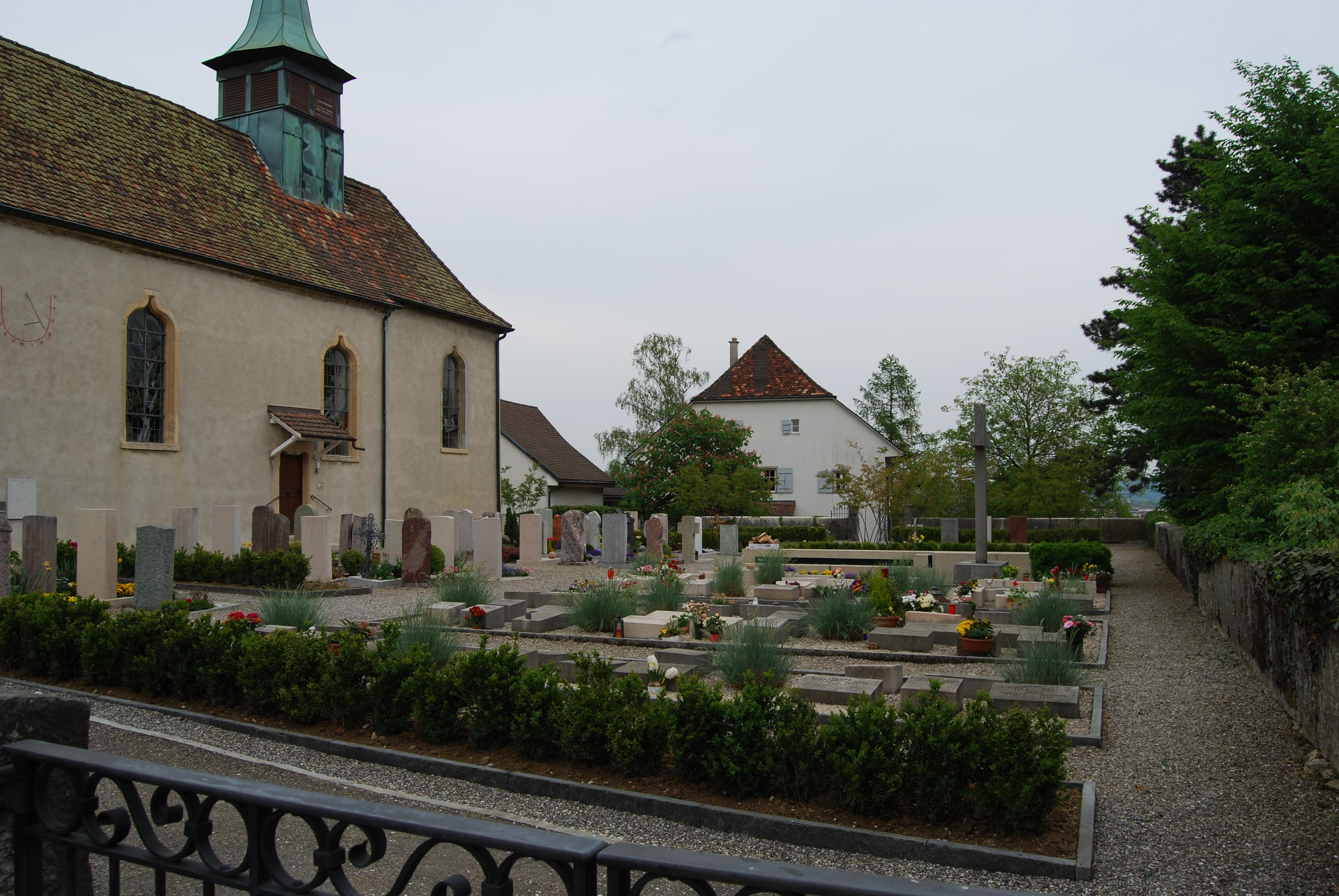
Friedhof und Kirche
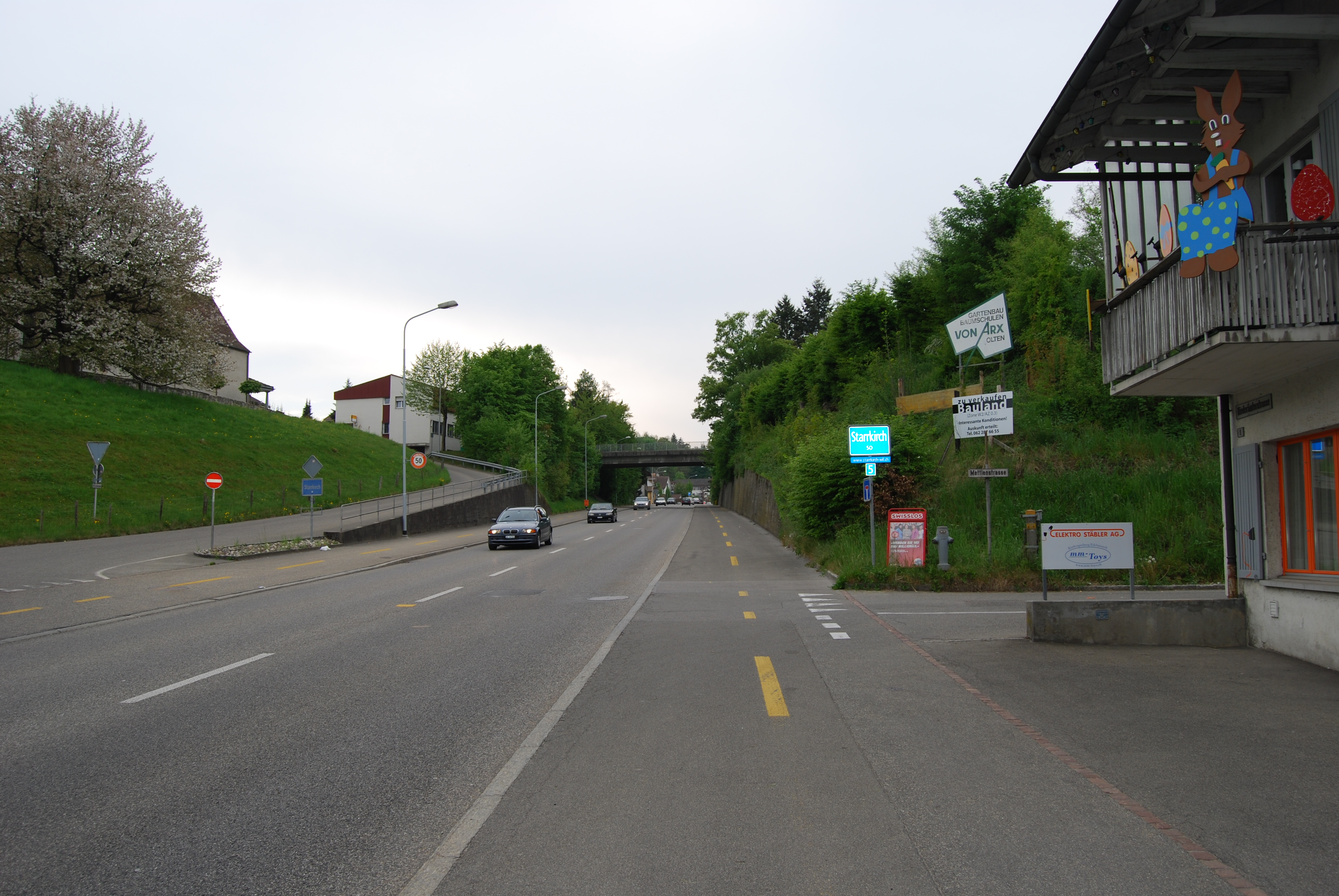
Ortseingang an der Hauptstrasse 5 von Dulliken her kommend

## Wappen
Blasonierung
In Blau weisse Quaderstein-Kirchenfront
Das sprechende Wappen leitet sich vom Pfarrsiegel aus dem Jahr 1819 ab.